# París-Niza 2007
La París-Niza 2007 se disputó entre el 11 y el 18 de marzo de 2007 con un recorrido de 1.253,7 km dividido en un prólogo y 7 etapas. La carrera, incluida en la UCI ProTour, fue ganada por Alberto Contador, del equipo Discovery Channel, con 26" de ventaja sobre Davide Rebellin.

## Equipos participantes
Tomaron parte en ella 20 equipos: 19 equipos ProTeam (todos menos el Unibet.com) más el Profesional Continental francés del Agritubel formando así un pelotón de 160 corredores (8 por equipo). Los equipos participantes fueron:
| ProTeams (19)- AG2R Prévoyance - Astana - Bouygues Telecom - Caisse d'Épargne - Cofidis-Le Crédit par Téléphone - Crédit agricole - CSC - Discovery Channel - Euskaltel-Euskadi - Gerolsteiner - La Française des jeux - Lampre-Fondital - Liquigas - Team Milram - Predictor-Lotto - Quick Step-Innergetic - Rabobank - Saunier Duval-Prodir - T-Mobile Equipo continental profesional- Agritubel |
| |

## Etapas
| Etapa     | Fecha     | Recorrido                                 | type                    | Distancia (km) | Ganador            | Líder             |
| --------- | --------- | ----------------------------------------- | ----------------------- | -------------- | ------------------ | ----------------- |
| Prólogo   | 11 de mar | Issy-les-Moulineaux – Issy-les-Moulineaux | contrarreloj individual | 4,7            | David Millar       | David Millar      |
| 1.ª etapa | 12 de mar | Cloyes-sur-le-Loir – Buzançais            | etapa llana             | 186            | Jean-Patrick Nazon | David Millar      |
| 2.ª etapa | 13 de mar | Vatan – Limoges                           | etapa llana             | 177            | Franco Pellizotti  | Franco Pellizotti |
| 3.ª etapa | 14 de mar | Limoges – Maurs                           | etapa llana             | 215,5          | Aleksandr Kolobnev | Franco Pellizotti |
| 4.ª etapa | 15 de mar | Maurs – Mende                             | etapa de montaña        | 169,5          | Alberto Contador   | Davide Rebellin   |
| 5.ª etapa | 16 de mar | Sorgues – Manosque                        | etapa de media montaña  | 178            | Yaroslav Popovych  | Davide Rebellin   |
| 6.ª etapa | 17 de mar | Brignoles – Cannes                        | etapa de montaña        | 200            | Luis León Sánchez  | Davide Rebellin   |
| 7.ª etapa | 18 de mar | Niza – Niza                               | etapa de montaña        | 129,5          | Alberto Contador   | Alberto Contador  |

## Desarrollo de la carrera

### Prólogo
| Issy-les-Moulineaux - Issy-les-Moulineaux | contrarreloj individual | (4,7 km) |

| \| Clasificación de la etapa \| Clasificación de la etapa \| Clasificación de la etapa \| Clasificación de la etapa \| Clasificación de la etapa \| \| Ciclista \| Ciclista \| Equipo \| Tiempo \| \| \| ------------------------- \| ------------------------- \| ------------------------- \| ------------------------- \| ------------------------- \| \| 1.º \| David Millar \| Saunier Duval-Prodir \| 6 min 01 s \| \| \| 2.º \| Roman Kreuziger \| Liquigas \| + 1 s \| \| \| 3.º \| Sébastien Joly \| La Française des jeux \| + 2 s \| \| \| 4.º \| Luis León Sánchez \| Caisse d'Épargne \| + 2 s \| \| \| 5.º \| Alberto Contador \| Discovery Channel \| + 2 s \| \| \| 6.º \| Levi Leipheimer \| Discovery Channel \| + 3 s \| \| \| 7.º \| Fran Ventoso \| Saunier Duval-Prodir \| + 4 s \| \| \| 8.º \| Remmert Wielinga \| Saunier Duval-Prodir \| + 4 s \| \| \| 9.º \| Thomas Lövkvist \| La Française des jeux \| + 4 s \| \| \| 10.º \| Joost Posthuma \| Rabobank \| + 5 s \| \| |                   |                       |            |
| |                   |                       |            |
| |                   |                       |            |
| Clasificación de la etapa |                   |                       |            |
| Ciclista | Ciclista          | Equipo                | Tiempo     |
| 1.º | David Millar      | Saunier Duval-Prodir  | 6 min 01 s |
| 2.º | Roman Kreuziger   | Liquigas              | + 1 s      |
| 3.º | Sébastien Joly    | La Française des jeux | + 2 s      |
| 4.º | Luis León Sánchez | Caisse d'Épargne      | + 2 s      |
| 5.º | Alberto Contador  | Discovery Channel     | + 2 s      |
| 6.º | Levi Leipheimer   | Discovery Channel     | + 3 s      |
| 7.º | Fran Ventoso      | Saunier Duval-Prodir  | + 4 s      |
| 8.º | Remmert Wielinga  | Saunier Duval-Prodir  | + 4 s      |
| 9.º | Thomas Lövkvist   | La Française des jeux | + 4 s      |
| 10.º | Joost Posthuma    | Rabobank              | + 5 s      |

| \| Clasificación general \| Clasificación general \| Clasificación general \| Clasificación general \| Clasificación general \| \| Ciclista \| Ciclista \| Equipo \| Tiempo \| \| \| --------------------- \| --------------------- \| --------------------- \| --------------------- \| --------------------- \| \| 1.º \| David Millar \| Saunier Duval-Prodir \| 6 min 01 s \| \| \| 2.º \| Roman Kreuziger \| Liquigas \| + 1 s \| \| \| 3.º \| Sébastien Joly \| La Française des jeux \| + 2 s \| \| \| 4.º \| Luis León Sánchez \| Caisse d'Épargne \| + 2 s \| \| \| 5.º \| Alberto Contador \| Discovery Channel \| + 2 s \| \| \| 6.º \| Levi Leipheimer \| Discovery Channel \| + 3 s \| \| \| 7.º \| Fran Ventoso \| Saunier Duval-Prodir \| + 4 s \| \| \| 8.º \| Remmert Wielinga \| Saunier Duval-Prodir \| + 4 s \| \| \| 9.º \| Thomas Lövkvist \| La Française des jeux \| + 4 s \| \| \| 10.º \| Joost Posthuma \| Rabobank \| + 5 s \| \| |                   |                       |            |
| |                   |                       |            |
| |                   |                       |            |
| Clasificación general |                   |                       |            |
| Ciclista | Ciclista          | Equipo                | Tiempo     |
| 1.º | David Millar      | Saunier Duval-Prodir  | 6 min 01 s |
| 2.º | Roman Kreuziger   | Liquigas              | + 1 s      |
| 3.º | Sébastien Joly    | La Française des jeux | + 2 s      |
| 4.º | Luis León Sánchez | Caisse d'Épargne      | + 2 s      |
| 5.º | Alberto Contador  | Discovery Channel     | + 2 s      |
| 6.º | Levi Leipheimer   | Discovery Channel     | + 3 s      |
| 7.º | Fran Ventoso      | Saunier Duval-Prodir  | + 4 s      |
| 8.º | Remmert Wielinga  | Saunier Duval-Prodir  | + 4 s      |
| 9.º | Thomas Lövkvist   | La Française des jeux | + 4 s      |
| 10.º | Joost Posthuma    | Rabobank              | + 5 s      |

### Etapa 1
| Cloyes-sur-le-Loir - Buzançais | etapa llana | (186 km) |

| \| Clasificación de la etapa \| Clasificación de la etapa \| Clasificación de la etapa \| Clasificación de la etapa \| Clasificación de la etapa \| \| Ciclista \| Ciclista \| Equipo \| Tiempo \| \| \| ------------------------- \| ------------------------- \| ------------------------- \| ------------------------- \| ------------------------- \| \| 1.º \| Jean-Patrick Nazon \| AG2R Prévoyance \| 4 h 29 min 39 s \| \| \| 2.º \| Sebastian Siedler \| Team Milram \| + 0 s \| \| \| 3.º \| Mathew Hayman \| Rabobank \| + 0 s \| \| \| 4.º \| Daniele Bennati \| Lampre-Fondital \| + 0 s \| \| \| 5.º \| Vicente Reynés \| Caisse d'Épargne \| + 0 s \| \| \| 6.º \| Igor Astarloa \| Team Milram \| + 0 s \| \| \| 7.º \| Murilo Fischer \| Liquigas \| + 0 s \| \| \| 8.º \| Tom Boonen \| Quick Step-Innergetic \| + 0 s \| \| \| 9.º \| Guennadi Mijáilov \| Astana \| + 0 s \| \| \| 10.º \| Jérôme Pineau \| Bouygues Telecom \| + 0 s \| \| |                    |                       |                 |
| |                    |                       |                 |
| |                    |                       |                 |
| Clasificación de la etapa |                    |                       |                 |
| Ciclista | Ciclista           | Equipo                | Tiempo          |
| 1.º | Jean-Patrick Nazon | AG2R Prévoyance       | 4 h 29 min 39 s |
| 2.º | Sebastian Siedler  | Team Milram           | + 0 s           |
| 3.º | Mathew Hayman      | Rabobank              | + 0 s           |
| 4.º | Daniele Bennati    | Lampre-Fondital       | + 0 s           |
| 5.º | Vicente Reynés     | Caisse d'Épargne      | + 0 s           |
| 6.º | Igor Astarloa      | Team Milram           | + 0 s           |
| 7.º | Murilo Fischer     | Liquigas              | + 0 s           |
| 8.º | Tom Boonen         | Quick Step-Innergetic | + 0 s           |
| 9.º | Guennadi Mijáilov  | Astana                | + 0 s           |
| 10.º | Jérôme Pineau      | Bouygues Telecom      | + 0 s           |

| \| Clasificación general \| Clasificación general \| Clasificación general \| Clasificación general \| Clasificación general \| \| Ciclista \| Ciclista \| Equipo \| Tiempo \| \| \| --------------------- \| --------------------- \| --------------------- \| --------------------- \| --------------------- \| \| 1.º \| David Millar \| Saunier Duval-Prodir \| 4 h 35 min 40 s \| \| \| 2.º \| Roman Kreuziger \| Liquigas \| + 1 s \| \| \| 3.º \| Sébastien Joly \| La Française des jeux \| + 2 s \| \| \| 4.º \| Luis León Sánchez \| Caisse d'Épargne \| + 2 s \| \| \| 5.º \| Alberto Contador \| Discovery Channel \| + 2 s \| \| \| 6.º \| Levi Leipheimer \| Discovery Channel \| + 3 s \| \| \| 7.º \| Fran Ventoso \| Saunier Duval-Prodir \| + 4 s \| \| \| 8.º \| Remmert Wielinga \| Saunier Duval-Prodir \| + 4 s \| \| \| 9.º \| Thomas Lövkvist \| La Française des jeux \| + 4 s \| \| \| 10.º \| Joost Posthuma \| Rabobank \| + 5 s \| \| |                   |                       |                 |
| |                   |                       |                 |
| |                   |                       |                 |
| Clasificación general |                   |                       |                 |
| Ciclista | Ciclista          | Equipo                | Tiempo          |
| 1.º | David Millar      | Saunier Duval-Prodir  | 4 h 35 min 40 s |
| 2.º | Roman Kreuziger   | Liquigas              | + 1 s           |
| 3.º | Sébastien Joly    | La Française des jeux | + 2 s           |
| 4.º | Luis León Sánchez | Caisse d'Épargne      | + 2 s           |
| 5.º | Alberto Contador  | Discovery Channel     | + 2 s           |
| 6.º | Levi Leipheimer   | Discovery Channel     | + 3 s           |
| 7.º | Fran Ventoso      | Saunier Duval-Prodir  | + 4 s           |
| 8.º | Remmert Wielinga  | Saunier Duval-Prodir  | + 4 s           |
| 9.º | Thomas Lövkvist   | La Française des jeux | + 4 s           |
| 10.º | Joost Posthuma    | Rabobank              | + 5 s           |

### Etapa 2
| Vatan - Limoges | etapa llana | (177 km) |

| \| Clasificación de la etapa \| Clasificación de la etapa \| Clasificación de la etapa \| Clasificación de la etapa \| Clasificación de la etapa \| \| Ciclista \| Ciclista \| Equipo \| Tiempo \| \| \| ------------------------- \| ------------------------- \| ------------------------- \| ------------------------- \| ------------------------- \| \| 1.º \| Franco Pellizotti \| Liquigas \| 3 h 57 min 36 s \| \| \| 2.º \| Daniele Bennati \| Lampre-Fondital \| + 2 s \| \| \| 3.º \| Luca Paolini \| Liquigas \| + 2 s \| \| \| 4.º \| William Bonnet \| Crédit Agricole \| + 2 s \| \| \| 5.º \| Joaquim Rodríguez \| Caisse d'Épargne \| + 2 s \| \| \| 6.º \| Tomas Vaitkus \| Discovery Channel \| + 2 s \| \| \| 7.º \| Davide Rebellin \| Gerolsteiner \| + 2 s \| \| \| 8.º \| Jérôme Pineau \| Bouygues Telecom \| + 2 s \| \| \| 9.º \| Patrick Calcagni \| Liquigas \| + 2 s \| \| \| 10.º \| Thomas Voeckler \| Bouygues Telecom \| + 2 s \| \| |                   |                   |                 |
| |                   |                   |                 |
| |                   |                   |                 |
| Clasificación de la etapa |                   |                   |                 |
| Ciclista | Ciclista          | Equipo            | Tiempo          |
| 1.º | Franco Pellizotti | Liquigas          | 3 h 57 min 36 s |
| 2.º | Daniele Bennati   | Lampre-Fondital   | + 2 s           |
| 3.º | Luca Paolini      | Liquigas          | + 2 s           |
| 4.º | William Bonnet    | Crédit Agricole   | + 2 s           |
| 5.º | Joaquim Rodríguez | Caisse d'Épargne  | + 2 s           |
| 6.º | Tomas Vaitkus     | Discovery Channel | + 2 s           |
| 7.º | Davide Rebellin   | Gerolsteiner      | + 2 s           |
| 8.º | Jérôme Pineau     | Bouygues Telecom  | + 2 s           |
| 9.º | Patrick Calcagni  | Liquigas          | + 2 s           |
| 10.º | Thomas Voeckler   | Bouygues Telecom  | + 2 s           |

| \| Clasificación general \| Clasificación general \| Clasificación general \| Clasificación general \| Clasificación general \| \| Ciclista \| Ciclista \| Equipo \| Tiempo \| \| \| --------------------- \| --------------------- \| --------------------- \| --------------------- \| --------------------- \| \| 1.º \| Franco Pellizotti \| Liquigas \| 8 h 33 min 12 s \| \| \| 2.º \| David Millar \| Saunier Duval-Prodir \| + 6 s \| \| \| 3.º \| Daniele Bennati \| Lampre-Fondital \| + 6 s \| \| \| 4.º \| Roman Kreuziger \| Liquigas \| + 7 s \| \| \| 5.º \| Sébastien Joly \| La Française des jeux \| + 8 s \| \| \| 6.º \| Luis León Sánchez \| Caisse d'Épargne \| + 8 s \| \| \| 7.º \| Fran Ventoso \| Saunier Duval-Prodir \| + 10 s \| \| \| 8.º \| Thomas Voeckler \| Bouygues Telecom \| + 11 s \| \| \| 9.º \| Davide Rebellin \| Gerolsteiner \| + 13 s \| \| \| 10.º \| Jérôme Pineau \| Bouygues Telecom \| + 14 s \| \| |                   |                       |                 |
| |                   |                       |                 |
| |                   |                       |                 |
| Clasificación general |                   |                       |                 |
| Ciclista | Ciclista          | Equipo                | Tiempo          |
| 1.º | Franco Pellizotti | Liquigas              | 8 h 33 min 12 s |
| 2.º | David Millar      | Saunier Duval-Prodir  | + 6 s           |
| 3.º | Daniele Bennati   | Lampre-Fondital       | + 6 s           |
| 4.º | Roman Kreuziger   | Liquigas              | + 7 s           |
| 5.º | Sébastien Joly    | La Française des jeux | + 8 s           |
| 6.º | Luis León Sánchez | Caisse d'Épargne      | + 8 s           |
| 7.º | Fran Ventoso      | Saunier Duval-Prodir  | + 10 s          |
| 8.º | Thomas Voeckler   | Bouygues Telecom      | + 11 s          |
| 9.º | Davide Rebellin   | Gerolsteiner          | + 13 s          |
| 10.º | Jérôme Pineau     | Bouygues Telecom      | + 14 s          |

### Etapa 3
| Limoges - Maurs | etapa llana | (215,5 km) |

| \| Clasificación de la etapa \| Clasificación de la etapa \| Clasificación de la etapa \| Clasificación de la etapa \| Clasificación de la etapa \| \| Ciclista \| Ciclista \| Equipo \| Tiempo \| \| \| ------------------------- \| ------------------------- \| ------------------------- \| ------------------------- \| ------------------------- \| \| 1.º \| Aleksandr Kolobnev \| CSC \| 4 h 59 min 35 s \| \| \| 2.º \| Tom Boonen \| Quick Step-Innergetic \| + 12 s \| \| \| 3.º \| Daniele Bennati \| Lampre-Fondital \| + 12 s \| \| \| 4.º \| Mathew Hayman \| Rabobank \| + 12 s \| \| \| 5.º \| Jean-Patrick Nazon \| AG2R Prévoyance \| + 12 s \| \| \| 6.º \| Luca Paolini \| Liquigas \| + 12 s \| \| \| 7.º \| Mirco Lorenzetto \| Team Milram \| + 12 s \| \| \| 8.º \| Mikel Gaztañaga \| Agritubel \| + 12 s \| \| \| 9.º \| Josep Jufré \| Predictor-Lotto \| + 12 s \| \| \| 10.º \| Romain Feillu \| Agritubel \| + 12 s \| \| |                    |                       |                 |
| |                    |                       |                 |
| |                    |                       |                 |
| Clasificación de la etapa |                    |                       |                 |
| Ciclista | Ciclista           | Equipo                | Tiempo          |
| 1.º | Aleksandr Kolobnev | CSC                   | 4 h 59 min 35 s |
| 2.º | Tom Boonen         | Quick Step-Innergetic | + 12 s          |
| 3.º | Daniele Bennati    | Lampre-Fondital       | + 12 s          |
| 4.º | Mathew Hayman      | Rabobank              | + 12 s          |
| 5.º | Jean-Patrick Nazon | AG2R Prévoyance       | + 12 s          |
| 6.º | Luca Paolini       | Liquigas              | + 12 s          |
| 7.º | Mirco Lorenzetto   | Team Milram           | + 12 s          |
| 8.º | Mikel Gaztañaga    | Agritubel             | + 12 s          |
| 9.º | Josep Jufré        | Predictor-Lotto       | + 12 s          |
| 10.º | Romain Feillu      | Agritubel             | + 12 s          |

| \| Clasificación general \| Clasificación general \| Clasificación general \| Clasificación general \| Clasificación general \| \| Ciclista \| Ciclista \| Equipo \| Tiempo \| \| \| --------------------- \| --------------------- \| --------------------- \| --------------------- \| --------------------- \| \| 1.º \| Franco Pellizotti \| Liquigas \| 13 h 32 min 59 s \| \| \| 2.º \| Daniele Bennati \| Lampre-Fondital \| + 2 s \| \| \| 3.º \| David Millar \| Saunier Duval-Prodir \| + 6 s \| \| \| 4.º \| Roman Kreuziger \| Liquigas \| + 7 s \| \| \| 5.º \| Sébastien Joly \| La Française des jeux \| + 8 s \| \| \| 6.º \| Luis León Sánchez \| Caisse d'Épargne \| + 8 s \| \| \| 7.º \| Fran Ventoso \| Saunier Duval-Prodir \| + 10 s \| \| \| 8.º \| Thomas Voeckler \| Bouygues Telecom \| + 11 s \| \| \| 9.º \| Joost Posthuma \| Rabobank \| + 11 s \| \| \| 10.º \| Murilo Fischer \| Liquigas \| + 12 s \| \| |                   |                       |                  |
| |                   |                       |                  |
| |                   |                       |                  |
| Clasificación general |                   |                       |                  |
| Ciclista | Ciclista          | Equipo                | Tiempo           |
| 1.º | Franco Pellizotti | Liquigas              | 13 h 32 min 59 s |
| 2.º | Daniele Bennati   | Lampre-Fondital       | + 2 s            |
| 3.º | David Millar      | Saunier Duval-Prodir  | + 6 s            |
| 4.º | Roman Kreuziger   | Liquigas              | + 7 s            |
| 5.º | Sébastien Joly    | La Française des jeux | + 8 s            |
| 6.º | Luis León Sánchez | Caisse d'Épargne      | + 8 s            |
| 7.º | Fran Ventoso      | Saunier Duval-Prodir  | + 10 s           |
| 8.º | Thomas Voeckler   | Bouygues Telecom      | + 11 s           |
| 9.º | Joost Posthuma    | Rabobank              | + 11 s           |
| 10.º | Murilo Fischer    | Liquigas              | + 12 s           |

### Etapa 4
| Maurs - Mende | etapa de montaña | (169,5 km) |

| \| Clasificación de la etapa \| Clasificación de la etapa \| Clasificación de la etapa \| Clasificación de la etapa \| Clasificación de la etapa \| \| Ciclista \| Ciclista \| Equipo \| Tiempo \| \| \| ------------------------- \| ------------------------- \| ------------------------- \| ------------------------- \| ------------------------- \| \| 1.º \| Alberto Contador \| Discovery Channel \| 4 h 07 min 02 s \| \| \| 2.º \| Davide Rebellin \| Gerolsteiner \| + 2 s \| \| \| 3.º \| David López García \| Caisse d'Épargne \| + 12 s \| \| \| 4.º \| Cadel Evans \| Predictor-Lotto \| + 13 s \| \| \| 5.º \| Tadej Valjavec \| Lampre-Fondital \| + 17 s \| \| \| 6.º \| Fränk Schleck \| CSC \| + 28 s \| \| \| 7.º \| Sébastien Joly \| La Française des jeux \| + 33 s \| \| \| 8.º \| Levi Leipheimer \| Discovery Channel \| + 33 s \| \| \| 9.º \| Thomas Lövkvist \| La Française des jeux \| + 33 s \| \| \| 10.º \| Franco Pellizotti \| Liquigas \| + 40 s \| \| |                    |                       |                 |
| |                    |                       |                 |
| |                    |                       |                 |
| Clasificación de la etapa |                    |                       |                 |
| Ciclista | Ciclista           | Equipo                | Tiempo          |
| 1.º | Alberto Contador   | Discovery Channel     | 4 h 07 min 02 s |
| 2.º | Davide Rebellin    | Gerolsteiner          | + 2 s           |
| 3.º | David López García | Caisse d'Épargne      | + 12 s          |
| 4.º | Cadel Evans        | Predictor-Lotto       | + 13 s          |
| 5.º | Tadej Valjavec     | Lampre-Fondital       | + 17 s          |
| 6.º | Fränk Schleck      | CSC                   | + 28 s          |
| 7.º | Sébastien Joly     | La Française des jeux | + 33 s          |
| 8.º | Levi Leipheimer    | Discovery Channel     | + 33 s          |
| 9.º | Thomas Lövkvist    | La Française des jeux | + 33 s          |
| 10.º | Franco Pellizotti  | Liquigas              | + 40 s          |

| \| Clasificación general \| Clasificación general \| Clasificación general \| Clasificación general \| Clasificación general \| \| Ciclista \| Ciclista \| Equipo \| Tiempo \| \| \| --------------------- \| --------------------- \| --------------------- \| --------------------- \| --------------------- \| \| 1.º \| Davide Rebellin \| Gerolsteiner \| 17 h 40 min 34 s \| \| \| 2.º \| Alberto Contador \| Discovery Channel \| + 6 s \| \| \| 3.º \| Tadej Valjavec \| Lampre-Fondital \| + 23 s \| \| \| 4.º \| Franco Pellizotti \| Liquigas \| + 31 s \| \| \| 5.º \| Sébastien Joly \| La Française des jeux \| + 32 s \| \| \| 6.º \| Cadel Evans \| Predictor-Lotto \| + 35 s \| \| \| 7.º \| David Millar \| Saunier Duval-Prodir \| + 42 s \| \| \| 8.º \| Fränk Schleck \| CSC \| + 42 s \| \| \| 9.º \| David López García \| Caisse d'Épargne \| + 43 s \| \| \| 10.º \| Samuel Sánchez \| Euskaltel-Euskadi \| + 46 s \| \| |                    |                       |                  |
| |                    |                       |                  |
| |                    |                       |                  |
| Clasificación general |                    |                       |                  |
| Ciclista | Ciclista           | Equipo                | Tiempo           |
| 1.º | Davide Rebellin    | Gerolsteiner          | 17 h 40 min 34 s |
| 2.º | Alberto Contador   | Discovery Channel     | + 6 s            |
| 3.º | Tadej Valjavec     | Lampre-Fondital       | + 23 s           |
| 4.º | Franco Pellizotti  | Liquigas              | + 31 s           |
| 5.º | Sébastien Joly     | La Française des jeux | + 32 s           |
| 6.º | Cadel Evans        | Predictor-Lotto       | + 35 s           |
| 7.º | David Millar       | Saunier Duval-Prodir  | + 42 s           |
| 8.º | Fränk Schleck      | CSC                   | + 42 s           |
| 9.º | David López García | Caisse d'Épargne      | + 43 s           |
| 10.º | Samuel Sánchez     | Euskaltel-Euskadi     | + 46 s           |

### Etapa 5
| Sorgues - Manosque | etapa de media montaña | (178 km) |

| \| Clasificación de la etapa \| Clasificación de la etapa \| Clasificación de la etapa \| Clasificación de la etapa \| Clasificación de la etapa \| \| Ciclista \| Ciclista \| Equipo \| Tiempo \| \| \| ------------------------- \| ------------------------- \| ------------------------- \| ------------------------- \| ------------------------- \| \| 1.º \| Yaroslav Popovych \| Discovery Channel \| 4 h 11 min 51 s \| \| \| 2.º \| Fran Ventoso \| Saunier Duval-Prodir \| + 14 s \| \| \| 3.º \| Samuel Dumoulin \| AG2R Prévoyance \| + 14 s \| \| \| 4.º \| David López García \| Caisse d'Épargne \| + 14 s \| \| \| 5.º \| Jérôme Pineau \| Bouygues Telecom \| + 14 s \| \| \| 6.º \| Samuel Sánchez \| Euskaltel-Euskadi \| + 14 s \| \| \| 7.º \| Franco Pellizotti \| Liquigas \| + 14 s \| \| \| 8.º \| Davide Rebellin \| Gerolsteiner \| + 14 s \| \| \| 9.º \| Joaquim Rodríguez \| Caisse d'Épargne \| + 14 s \| \| \| 10.º \| Tadej Valjavec \| Lampre-Fondital \| + 14 s \| \| |                    |                      |                 |
| |                    |                      |                 |
| |                    |                      |                 |
| Clasificación de la etapa |                    |                      |                 |
| Ciclista | Ciclista           | Equipo               | Tiempo          |
| 1.º | Yaroslav Popovych  | Discovery Channel    | 4 h 11 min 51 s |
| 2.º | Fran Ventoso       | Saunier Duval-Prodir | + 14 s          |
| 3.º | Samuel Dumoulin    | AG2R Prévoyance      | + 14 s          |
| 4.º | David López García | Caisse d'Épargne     | + 14 s          |
| 5.º | Jérôme Pineau      | Bouygues Telecom     | + 14 s          |
| 6.º | Samuel Sánchez     | Euskaltel-Euskadi    | + 14 s          |
| 7.º | Franco Pellizotti  | Liquigas             | + 14 s          |
| 8.º | Davide Rebellin    | Gerolsteiner         | + 14 s          |
| 9.º | Joaquim Rodríguez  | Caisse d'Épargne     | + 14 s          |
| 10.º | Tadej Valjavec     | Lampre-Fondital      | + 14 s          |

| \| Clasificación general \| Clasificación general \| Clasificación general \| Clasificación general \| Clasificación general \| \| Ciclista \| Ciclista \| Equipo \| Tiempo \| \| \| --------------------- \| --------------------- \| --------------------- \| --------------------- \| --------------------- \| \| 1.º \| Davide Rebellin \| Gerolsteiner \| 21 h 52 min 39 s \| \| \| 2.º \| Alberto Contador \| Discovery Channel \| + 6 s \| \| \| 3.º \| Tadej Valjavec \| Lampre-Fondital \| + 23 s \| \| \| 4.º \| Franco Pellizotti \| Liquigas \| + 31 s \| \| \| 5.º \| Sébastien Joly \| La Française des jeux \| + 32 s \| \| \| 6.º \| Cadel Evans \| Predictor-Lotto \| + 35 s \| \| \| 7.º \| David Millar \| Saunier Duval-Prodir \| + 42 s \| \| \| 8.º \| Fränk Schleck \| CSC \| + 42 s \| \| \| 9.º \| David López García \| Caisse d'Épargne \| + 43 s \| \| \| 10.º \| Samuel Sánchez \| Euskaltel-Euskadi \| + 46 s \| \| |                    |                       |                  |
| |                    |                       |                  |
| |                    |                       |                  |
| Clasificación general |                    |                       |                  |
| Ciclista | Ciclista           | Equipo                | Tiempo           |
| 1.º | Davide Rebellin    | Gerolsteiner          | 21 h 52 min 39 s |
| 2.º | Alberto Contador   | Discovery Channel     | + 6 s            |
| 3.º | Tadej Valjavec     | Lampre-Fondital       | + 23 s           |
| 4.º | Franco Pellizotti  | Liquigas              | + 31 s           |
| 5.º | Sébastien Joly     | La Française des jeux | + 32 s           |
| 6.º | Cadel Evans        | Predictor-Lotto       | + 35 s           |
| 7.º | David Millar       | Saunier Duval-Prodir  | + 42 s           |
| 8.º | Fränk Schleck      | CSC                   | + 42 s           |
| 9.º | David López García | Caisse d'Épargne      | + 43 s           |
| 10.º | Samuel Sánchez     | Euskaltel-Euskadi     | + 46 s           |

### Etapa 6
| Brignoles - Cannes | etapa de montaña | (200 km) |

| \| Clasificación de la etapa \| Clasificación de la etapa \| Clasificación de la etapa \| Clasificación de la etapa \| Clasificación de la etapa \| \| Ciclista \| Ciclista \| Equipo \| Tiempo \| \| \| ------------------------- \| ------------------------- \| ------------------------- \| ------------------------- \| ------------------------- \| \| 1.º \| Luis León Sánchez \| Caisse d'Épargne \| 4 h 46 min 32 s \| \| \| 2.º \| Mirco Lorenzetto \| Team Milram \| + 28 s \| \| \| 3.º \| Jérôme Pineau \| Bouygues Telecom \| + 28 s \| \| \| 4.º \| Franco Pellizotti \| Liquigas \| + 28 s \| \| \| 5.º \| Samuel Dumoulin \| AG2R Prévoyance \| + 28 s \| \| \| 6.º \| Aleksandr Bocharov \| Crédit Agricole \| + 28 s \| \| \| 7.º \| Maxim Iglinskiy \| Astana \| + 28 s \| \| \| 8.º \| Samuel Sánchez \| Euskaltel-Euskadi \| + 28 s \| \| \| 9.º \| Davide Rebellin \| Gerolsteiner \| + 28 s \| \| \| 10.º \| Jurgen van den Broeck \| Predictor-Lotto \| + 28 s \| \| |                       |                   |                 |
| |                       |                   |                 |
| |                       |                   |                 |
| Clasificación de la etapa |                       |                   |                 |
| Ciclista | Ciclista              | Equipo            | Tiempo          |
| 1.º | Luis León Sánchez     | Caisse d'Épargne  | 4 h 46 min 32 s |
| 2.º | Mirco Lorenzetto      | Team Milram       | + 28 s          |
| 3.º | Jérôme Pineau         | Bouygues Telecom  | + 28 s          |
| 4.º | Franco Pellizotti     | Liquigas          | + 28 s          |
| 5.º | Samuel Dumoulin       | AG2R Prévoyance   | + 28 s          |
| 6.º | Aleksandr Bocharov    | Crédit Agricole   | + 28 s          |
| 7.º | Maxim Iglinskiy       | Astana            | + 28 s          |
| 8.º | Samuel Sánchez        | Euskaltel-Euskadi | + 28 s          |
| 9.º | Davide Rebellin       | Gerolsteiner      | + 28 s          |
| 10.º | Jurgen van den Broeck | Predictor-Lotto   | + 28 s          |

| \| Clasificación general \| Clasificación general \| Clasificación general \| Clasificación general \| Clasificación general \| \| Ciclista \| Ciclista \| Equipo \| Tiempo \| \| \| --------------------- \| --------------------- \| --------------------- \| --------------------- \| --------------------- \| \| 1.º \| Davide Rebellin \| Gerolsteiner \| 26 h 39 min 39 s \| \| \| 2.º \| Alberto Contador \| Discovery Channel \| + 6 s \| \| \| 3.º \| Luis León Sánchez \| Caisse d'Épargne \| + 16 s \| \| \| 4.º \| Tadej Valjavec \| Lampre-Fondital \| + 23 s \| \| \| 5.º \| Franco Pellizotti \| Liquigas \| + 31 s \| \| \| 6.º \| Sébastien Joly \| La Française des jeux \| + 32 s \| \| \| 7.º \| Cadel Evans \| Predictor-Lotto \| + 35 s \| \| \| 8.º \| David Millar \| Saunier Duval-Prodir \| + 42 s \| \| \| 9.º \| Fränk Schleck \| CSC \| + 42 s \| \| \| 10.º \| Jérôme Pineau \| Bouygues Telecom \| + 42 s \| \| |                   |                       |                  |
| |                   |                       |                  |
| |                   |                       |                  |
| Clasificación general |                   |                       |                  |
| Ciclista | Ciclista          | Equipo                | Tiempo           |
| 1.º | Davide Rebellin   | Gerolsteiner          | 26 h 39 min 39 s |
| 2.º | Alberto Contador  | Discovery Channel     | + 6 s            |
| 3.º | Luis León Sánchez | Caisse d'Épargne      | + 16 s           |
| 4.º | Tadej Valjavec    | Lampre-Fondital       | + 23 s           |
| 5.º | Franco Pellizotti | Liquigas              | + 31 s           |
| 6.º | Sébastien Joly    | La Française des jeux | + 32 s           |
| 7.º | Cadel Evans       | Predictor-Lotto       | + 35 s           |
| 8.º | David Millar      | Saunier Duval-Prodir  | + 42 s           |
| 9.º | Fränk Schleck     | CSC                   | + 42 s           |
| 10.º | Jérôme Pineau     | Bouygues Telecom      | + 42 s           |

### Etapa 7
| Niza - Niza | etapa de montaña | (129,5 km) |

| \| Clasificación de la etapa \| Clasificación de la etapa \| Clasificación de la etapa \| Clasificación de la etapa \| Clasificación de la etapa \| \| Ciclista \| Ciclista \| Equipo \| Tiempo \| \| \| ------------------------- \| ------------------------- \| ------------------------- \| ------------------------- \| ------------------------- \| \| 1.º \| Alberto Contador \| Discovery Channel \| 3 h 15 min 47 s \| \| \| 2.º \| David López García \| Caisse d'Épargne \| + 19 s \| \| \| 3.º \| Joaquim Rodríguez \| Caisse d'Épargne \| + 19 s \| \| \| 4.º \| Samuel Sánchez \| Euskaltel-Euskadi \| + 22 s \| \| \| 5.º \| Aleksandr Bocharov \| Crédit Agricole \| + 22 s \| \| \| 6.º \| Franco Pellizotti \| Liquigas \| + 22 s \| \| \| 7.º \| Tadej Valjavec \| Lampre-Fondital \| + 22 s \| \| \| 8.º \| Davide Rebellin \| Gerolsteiner \| + 22 s \| \| \| 9.º \| Fränk Schleck \| CSC \| + 22 s \| \| \| 10.º \| Cadel Evans \| Predictor-Lotto \| + 22 s \| \| |                    |                   |                 |
| |                    |                   |                 |
| |                    |                   |                 |
| Clasificación de la etapa |                    |                   |                 |
| Ciclista | Ciclista           | Equipo            | Tiempo          |
| 1.º | Alberto Contador   | Discovery Channel | 3 h 15 min 47 s |
| 2.º | David López García | Caisse d'Épargne  | + 19 s          |
| 3.º | Joaquim Rodríguez  | Caisse d'Épargne  | + 19 s          |
| 4.º | Samuel Sánchez     | Euskaltel-Euskadi | + 22 s          |
| 5.º | Aleksandr Bocharov | Crédit Agricole   | + 22 s          |
| 6.º | Franco Pellizotti  | Liquigas          | + 22 s          |
| 7.º | Tadej Valjavec     | Lampre-Fondital   | + 22 s          |
| 8.º | Davide Rebellin    | Gerolsteiner      | + 22 s          |
| 9.º | Fränk Schleck      | CSC               | + 22 s          |
| 10.º | Cadel Evans        | Predictor-Lotto   | + 22 s          |

## Clasificaciones finales
- Las clasificaciones finalizaron de la siguiente forma:

### Clasificación general
| \| Clasificación general \| Clasificación general \| Clasificación general \| Clasificación general \| Clasificación general \| \| Ciclista \| Ciclista \| Equipo \| Tiempo \| \| \| --------------------- \| --------------------- \| ------------------------------- \| --------------------- \| --------------------- \| \| 1.º \| Alberto Contador \| Discovery Channel \| 29 h 55 min 22 s \| \| \| 2.º \| Davide Rebellin \| Gerolsteiner \| + 26 s \| \| \| 3.º \| Luis León Sánchez \| Caisse d'Épargne \| + 42 s \| \| \| 4.º \| Tadej Valjavec \| Lampre-Fondital \| + 49 s \| \| \| 5.º \| Franco Pellizotti \| Liquigas \| + 57 s \| \| \| 6.º \| David López García \| Caisse d'Épargne \| + 1 min 00 s \| \| \| 7.º \| Cadel Evans \| Predictor-Lotto \| + 1 min 01 s \| \| \| 8.º \| Fränk Schleck \| CSC \| + 1 min 08 s \| \| \| 9.º \| Samuel Sánchez \| Euskaltel-Euskadi \| + 1 min 12 s \| \| \| 10.º \| Joaquim Rodríguez \| Caisse d'Épargne \| + 1 min 22 s \| \| \| 11.º \| Aleksandr Bocharov \| Crédit Agricole \| + 1 min 29 s \| \| \| 12.º \| Sébastien Joly \| La Française des jeux \| + 1 min 36 s \| \| \| 13.º \| David Millar \| Saunier Duval-Prodir \| + 1 min 46 s \| \| \| 14.º \| Jérôme Pineau \| Bouygues Telecom \| + 1 min 46 s \| \| \| 15.º \| Patxi Vila \| Lampre-Fondital \| + 2 min 10 s \| \| \| 16.º \| Andy Schleck \| CSC \| + 2 min 20 s \| \| \| 17.º \| Sylvain Chavanel \| Cofidis-Le Crédit par Téléphone \| + 2 min 29 s \| \| \| 18.º \| Pierrick Fédrigo \| Bouygues Telecom \| + 2 min 35 s \| \| \| 19.º \| Roman Kreuziger \| Liquigas \| + 2 min 41 s \| \| \| 20.º \| Yaroslav Popovych \| Discovery Channel \| + 2 min 55 s \| \| |                    |                                 |                  |
| |                    |                                 |                  |
| |                    |                                 |                  |
| Clasificación general |                    |                                 |                  |
| Ciclista | Ciclista           | Equipo                          | Tiempo           |
| 1.º | Alberto Contador   | Discovery Channel               | 29 h 55 min 22 s |
| 2.º | Davide Rebellin    | Gerolsteiner                    | + 26 s           |
| 3.º | Luis León Sánchez  | Caisse d'Épargne                | + 42 s           |
| 4.º | Tadej Valjavec     | Lampre-Fondital                 | + 49 s           |
| 5.º | Franco Pellizotti  | Liquigas                        | + 57 s           |
| 6.º | David López García | Caisse d'Épargne                | + 1 min 00 s     |
| 7.º | Cadel Evans        | Predictor-Lotto                 | + 1 min 01 s     |
| 8.º | Fränk Schleck      | CSC                             | + 1 min 08 s     |
| 9.º | Samuel Sánchez     | Euskaltel-Euskadi               | + 1 min 12 s     |
| 10.º | Joaquim Rodríguez  | Caisse d'Épargne                | + 1 min 22 s     |
| 11.º | Aleksandr Bocharov | Crédit Agricole                 | + 1 min 29 s     |
| 12.º | Sébastien Joly     | La Française des jeux           | + 1 min 36 s     |
| 13.º | David Millar       | Saunier Duval-Prodir            | + 1 min 46 s     |
| 14.º | Jérôme Pineau      | Bouygues Telecom                | + 1 min 46 s     |
| 15.º | Patxi Vila         | Lampre-Fondital                 | + 2 min 10 s     |
| 16.º | Andy Schleck       | CSC                             | + 2 min 20 s     |
| 17.º | Sylvain Chavanel   | Cofidis-Le Crédit par Téléphone | + 2 min 29 s     |
| 18.º | Pierrick Fédrigo   | Bouygues Telecom                | + 2 min 35 s     |
| 19.º | Roman Kreuziger    | Liquigas                        | + 2 min 41 s     |
| 20.º | Yaroslav Popovych  | Discovery Channel               | + 2 min 55 s     |

### Clasificación por puntos
| Clasificación por puntos | Clasificación por puntos | Clasificación por puntos | Clasificación por puntos | Clasificación por puntos |
| Ciclista                 | Ciclista                 | Equipo                   | Puntos                   |                          |
| ------------------------ | ------------------------ | ------------------------ | ------------------------ | ------------------------ |
| 1.º                      | Franco Pellizotti        | Liquigas                 | 90 pts                   |                          |
| 2.º                      | Jérôme Pineau            | Bouygues Telecom         | 81 pts                   |                          |
| 3.º                      | Davide Rebellin          | Gerolsteiner             | 80 pts                   |                          |
| 4.º                      | Alberto Contador         | Discovery Channel        | 74 pts                   |                          |
| 5.º                      | Samuel Sánchez           | Euskaltel-Euskadi        | 66 pts                   |                          |
| 6.º                      | David López García       | Caisse d'Épargne         | 60 pts                   |                          |
| 7.º                      | Luis León Sánchez        | Caisse d'Épargne         | 59 pts                   |                          |
| 8.º                      | Tadej Valjavec           | Lampre-Fondital          | 51 pts                   |                          |
| 9.º                      | Sébastien Joly           | La Française des jeux    | 51 pts                   |                          |
| 10.º                     | Joaquim Rodríguez        | Caisse d'Épargne         | 48 pts                   |                          |

### Clasificación de la montaña
| Clasificación de la montaña | Clasificación de la montaña | Clasificación de la montaña     | Clasificación de la montaña | Clasificación de la montaña |
| Ciclista                    | Ciclista                    | Equipo                          | Puntos                      |                             |
| --------------------------- | --------------------------- | ------------------------------- | --------------------------- | --------------------------- |
| 1.º                         | Thomas Voeckler             | Bouygues Telecom                | 65 pts                      |                             |
| 2.º                         | Tom Danielson               | Discovery Channel               | 42 pts                      |                             |
| 3.º                         | Alberto Contador            | Discovery Channel               | 36 pts                      |                             |
| 4.º                         | Levi Leipheimer             | Discovery Channel               | 29 pts                      |                             |
| 5.º                         | Yaroslav Popovych           | Discovery Channel               | 25 pts                      |                             |
| 6.º                         | Sandy Casar                 | La Française des jeux           | 22 pts                      |                             |
| 7.º                         | Luis León Sánchez           | Caisse d'Épargne                | 20 pts                      |                             |
| 8.º                         | Sylvain Chavanel            | Cofidis-Le Crédit par Téléphone | 20 pts                      |                             |
| 9.º                         | Amaël Moinard               | Cofidis-Le Crédit par Téléphone | 17 pts                      |                             |
| 10.º                        | David López García          | Caisse d'Épargne                | 15 pts                      |                             |

### Clasificación de los jóvenes
| Clasificación del mejor joven | Clasificación del mejor joven | Clasificación del mejor joven   | Clasificación del mejor joven | Clasificación del mejor joven |
| Ciclista                      | Ciclista                      | Equipo                          | Tiempo                        |                               |
| ----------------------------- | ----------------------------- | ------------------------------- | ----------------------------- | ----------------------------- |
| 1.º                           | Alberto Contador              | Discovery Channel               | 29 h 55 min 22 s              |                               |
| 2.º                           | Luis León Sánchez             | Caisse d'Épargne                | + 42 s                        |                               |
| 3.º                           | Andy Schleck                  | CSC                             | + 2 min 20 s                  |                               |
| 4.º                           | Roman Kreuziger               | Liquigas                        | + 2 min 41 s                  |                               |
| 5.º                           | Maxime Monfort                | Cofidis-Le Crédit par Téléphone | + 3 min 26 s                  |                               |
| 6.º                           | Jurgen van den Broeck         | Predictor-Lotto                 | + 4 min 15 s                  |                               |
| 7.º                           | Jesús del Nero                | Saunier Duval-Prodir            | + 7 min 27 s                  |                               |
| 8.º                           | Marcus Burghardt              | T-Mobile                        | + 11 min 41 s                 |                               |
| 9.º                           | Bernhard Kohl                 | Gerolsteiner                    | + 17 min 16 s                 |                               |
| 10.º                          | Amaël Moinard                 | Cofidis-Le Crédit par Téléphone | + 23 min 04 s                 |                               |

### Clasificación por equipos
| Clasificación por equipos | Clasificación por equipos       | Clasificación por equipos | Clasificación por equipos |
| Equipo                    | Equipo                          | Tiempo                    |                           |
| ------------------------- | ------------------------------- | ------------------------- | ------------------------- |
| 1.º                       | Caisse d'Épargne                | 89 h 49 min 06 s          |                           |
| 2.º                       | CSC                             | + 3 min 50 s              |                           |
| 3.º                       | Predictor-Lotto                 | + 5 min 26 s              |                           |
| 4.º                       | Discovery Channel               | + 5 min 30 s              |                           |
| 5.º                       | Saunier Duval-Prodir            | + 9 min 41 s              |                           |
| 6.º                       | Cofidis-Le Crédit par Téléphone | + 10 min 44 s             |                           |
| 7.º                       | La Française des jeux           | + 11 min 10 s             |                           |
| 8.º                       | Liquigas                        | + 12 min 38 s             |                           |
| 9.º                       | Euskaltel-Euskadi               | + 21 min 04 s             |                           |
| 10.º                      | Bouygues Telecom                | + 21 min 07 s             |                           |